# Sergio Goycochea
Sergio Javier Goycochea (født 17. oktober 1963 i Lima, Argentina) er en tidligere argentinsk fodboldspiller (målmand), der blev berømt under VM i 1990 i Italien.
Goycochea deltog ved VM i 1990 som reserve for førstemålmanden Nery Pumpido, der blev skadet i det indledende gruppespil. I både argentinernes 1/8-finale mod Brasilien, kvartfinale mod Jugoslavien og semifinale mod Italien storspillede han, og holdt et ellers svagt argentinsk hold inde i turneringen. Mod både Jugoslavien og Italien blev han helten efter straffesparkskonkurrence. I finalen mod Vesttyskland kunne han dog ikke redde det afgørende straffespark fra Andreas Brehme, der gav tyskerne en 1-0 sejr. Efter finalen blev han kåret til turneringens bedste målmand, og blev samme år også hædret som Årets fodboldspiller i Argentina.
Han nåede i alt at spille 44 landskampe. Han var med til at vinde to udgaver af Copa América, Confederations Cup 1992 og deltog desuden ved VM i 1994 i USA.
Goycochea spillede på klubplan blandt andet for River Plate, Vélez Sársfield, Racing Club og Newell's Old Boys i hjemlandet, og var desuden udlandsprofessionel hos Brest i Frankrig og Internacional i Brasilien.